# 主角 (女神异闻录3)
主角（Shujinkō）是由Atlus开发的電子角色扮演遊戲《女神異聞錄3》的一个由玩家命名的角色。在游戏中，主角是一个转学到巖户台市私立月光馆学园的孤儿，偶然发现了一个充满超自然实体陰影（Shadow）的影时间（Dark Hour）的特殊时空。在唤醒自己内心被称为人格面具（Persona）的能力后，和同学一起討伐陰影。
他由副島成記设计，旨在创造一个能与玩家产生共鸣的平凡少年。在漫画改编中，主角叫有里凑（Arisato Minato）。主角的个性因动画电影改编而改写，其中导演秋田谷典昭解释了是由于原本沉默的角色个性造成的压力才改写。在音乐舞台剧中，主角叫汐见朔也（Shiomi Sakuya）。而在2025年新版舞台劇P3L中，主角則名為汐見彼方（汐見 彼方 shiomi kanata)。在改编的剧场版动画和《女神異聞錄3 月夜热舞》中，主角叫结城理（Yūki Makoto）。主角也还在衍生游戏《女神异闻录Q 暗影迷宫》中出现了。因为外表，玩家爱称他为鬼太郎。对于主角在这两个游戏中应付社会生活的态度方式的评价都是积极的，在剧场版动画中也收到了类似评价。主角由石田彰配音而英文版则由尤里·洛文塔爾配音。

## 设计
主角是副島成記为《女神异闻录3》设计的第一个角色。早期的角色设计让他看起来成熟稳重，因为设计者把他看作是一个“陈腔滥调的酷哥”。在设计主角时，副島花了比其他角色更多的时间来设计主角，而游戏的其他角色也会辅助完善他的设计。副島说：“最初，他看起来是可靠的，像一个平凡而英俊的少年，但是我设计的形象表现很模糊。”他进一步指出，他后来发现这个角色并没有模棱两可，因为在设计《女神異聞錄4》的主角鳴上悠时，副島认识到，主角的性格、个性应该是由玩家在游戏中的行为和选择所决定的。
导演秋田谷典昭在他的剧场版动画也面临类似的困境。他解释说，他最大的挑战之一就是“…让这个角色在游戏中扮演主角，并让他扮演一个叫结城理的角色，然后要想办法如何将主角融入故事中。”这使得秋田谷在主角的演讲，手势和行为等细节方面来创造角色，并始终以游戏中已经确定内容为基础来创造角色。秋田谷承认，由于他们必须为主角选择他独特的名字和个性，这就无法满足所有游戏粉丝们的期望。但是秋田谷还是采取了粉丝们最普遍的期望结合到主角来形成结城理的性格。

在主角的第一次召唤人格面具时，主角疯狂的笑声是导演秋田谷典昭感兴趣的一点。

秋田谷表示，他在剧场版动画中最喜欢的场景是主角第一次召唤他的人格面具。他说主角的狂笑和沉重的呼吸帮助营造了场景氛围，并让动画导演渡部圭祐的角色设计成为影片的主要吸引力之一。 秋田谷曾经开玩笑说，在最初的前期制作中，主角的名字直到初稿开发完成仍然没有确定，还提出了一个暂时使用的名字“山田月太郎（Yamada Tsukitarō）”。然而，等到熊谷純开始编写剧本，这个暂用名在四到五个月内仍未改变，秋田谷发现自己越来越习惯它，尽管最终把这个名字改了。
主角由石田彰配音。他指出，既然他同时为Pharos和主角配音，那么记录主角与Pharos最初会面的场景就是他所享受的事。在《女神异闻录3》的英文版中，主角和望月绫时都由尤里·洛文塔爾配音。与他之前为《數位惡魔傳說 天魔變》主角的配音一样，洛文塔爾在劇情中並没有太多的对话。他的主要任务是喊出人格面具的名字，本地化导演南場優最初还担心他的表现，但洛文塔爾尽力设法正确地发音，他将这归因于他对《龙与地下城》的热爱。

## 劇情表現

### 《女神異聞錄3》
2009年4月，因為家庭因素而轉校到巌戸台的私立月光館學園高中部。在影时间时，宿舍受到陰影袭击期間无意间覺醒了召唤人格面具——愚者秘仪的俄耳甫斯和死神秘仪的桑納托斯的能力。桐条美鹤邀请他加入特别课外活动部（S.E.E.S），他后来被选为团队的战斗领队。主角在他的团队中是独一无二的，因为他拥有名为「不羁」的特殊能力，使他能够使用多个人格面具并在其间任意切换。他还在续作游戏《女神异闻录3 FES》中获得了审判的彌賽亞和愚者的完全觉醒的俄耳甫斯。借助「不羁」之力，他可以使用超过150种不同的人格面具。他也是唯一可以进入天鹅绒房间的角色，玩家可以将多个人格面具进行合体，创造一个更强大的新人格面具。在游戏过程中，玩家不仅要去学校上课，可以参加课外活动，花时间与同班同学和其他角色一起交往增加羁绊外，还要进行主角日常日程安排。 天鹅绒房间的主人伊格爾鼓励主角通过與同伴或其他遇見的人物交流建立羁绊，創造稱為「社群」（Community）的系统，因为这也决定他在战斗实力。在游戏中与人物交流的每个「社群」由大阿爾克那中的一张牌命名，并导致在人格面具合体时获得额外奖励，从而增加战斗实力。
当他加入到特别课外活动部时，主角建立了名为愚者的社群，这象征着未来旅程的开始和无限可能性。当主角决定杀死望月绫时，愚者的社群变成了「审判」，这代表着他旅程的结束，并忘掉和影时间相关的记忆。主角获得的最后一个社群是来自托特塔罗牌的「宇宙」，代表历经艰难险阻之后终于抵达自身所在之地。
主角是一个孤儿，他的父母在《女神异闻录3》事件发生前十年就去世了，他们看着他回到了他长大的城市。在十二月，玩家得知被称为「死神」的阴影被埃癸斯封印到还是小孩的主角体内，而埃癸斯自己无法击败它。 死神带着主角到其他十二个阴影：通过击败这些阴影，这个宣告者死神将把倪克斯（Nyx）召唤到这个世界来毁灭人类。特别课外活动部与死神在塔耳塔羅斯（Tartarus）最顶端与之战斗，但无法阻止倪克斯（Nyx）的降临到这个世界。最後主角成功找到「生命的答覆」（Answer to life）而得到秘儀「宇宙」的力量，利用他所有的「社群」的力量并进入倪克斯，并以自己的生命为代价化為一座巨大的封印阻止它的降臨。

### 其他
在《女神异闻录3 FES》（P3F）最初游戏中加入了一个名为「Episode Aegis」的后日谈。这些事件表明，主角用自己来封印了倪克斯。特别课外活动部在被引导到封印的地点后，他们发现这个封印正受到一个名叫Erebus的生物的攻击。尽管结城理没有出现在《女神異聞錄4》和《女神異聞錄4 終極深夜鬥技場》，但在伊格尔的助手伊丽莎白离开天鹅绒房间后，透露给特别课外活动部他的位置，并寻找一种方法把主角从作为封印的命运中拯救出来。
在PSP平台的《女神異聞錄3 攜帶版》（P3P）中，增加了一个女性主角选项，由井上麻里奈日语配音和勞拉·貝利英语配音。 主角还出现在几部与《女神异闻录3》有关的改编故事的廣播劇中。在漫画改编中，主角名叫有里凑（Arisato Minato），他是一个安静的少年，他常常表现得疲倦或昏昏欲睡，并且喜欢吃和做饭。主角也出现在游戏《女神异闻录Q 暗影迷宫》中，在那里他与《女神异闻录4》的主角一起击败陰影。在改编音乐剧《Persona 3: The Weird Masquerade》中，男性主角名为汐见朔也（Shiomi Sakuya），由蒼井翔太扮演，而女性主角则名为汐见琴音（Shiomi Kotone）并由阿澄佳奈扮演。
在剧场版动画《女神异闻录3》系列中，他名为结城理。他是一个矛盾的个体，在动画的生死主题中最初保持中立观点，他在社会生活的成长是动画的焦点。

## 评价
对主角的评价大都是积极的。《GameSpy》的派崔克·卓伊特（Patrick Joynt）在《女神异闻录3》中称赞主角的社交生活，通过一个叫「社群」（Community）的系统，主角可以与其他角色交谈并加深他们之间的羁绊，它允许玩家扮演主角与其他角色互动交往并了解他们的故事。《GamesRadar》评论说，虽然结城理是“日本RPG刻板印象”，但看到他处理他的社会生活是令人耳目一新的。来自RPGFan的達米恩·湯瑪斯（Damian Thomas）将主角和他的宿舍伙伴之间的「社群」视为游戏中最好的部分之一，因为每个角色都会随着「社群」发展而成长。主角还被《Game Informer》的金伯利·華萊士（Kimberley Wallace）列为第十位最佳人物角色，他认为主角在《女神异闻录3》中的扮演的角色令人钦佩。
对剧场版动画《女神异闻录3 剧场版 第一章 春生》中主角的形象也受到赞美。《Kotaku》的理查德·艾森拜斯（Richard Eisenbeis）将主角描述为最初的“矛盾的，支离破碎的角色......”动画以他的成长为中心，赋予该电影“一种合适的完成感”。Japanator网站的艾略特·蓋（Elliot Gay）看到了结城理一个“空洞，冷漠，遥远的年轻人”“缺乏真正的决心去做任何事”的成长，他的成长为一个电影的主要焦点之一。在第二部电影中，主角与埃癸斯的关系及其滑稽的行为也得到了蓋的赞扬。